# بالدوس دو اوبالدیس

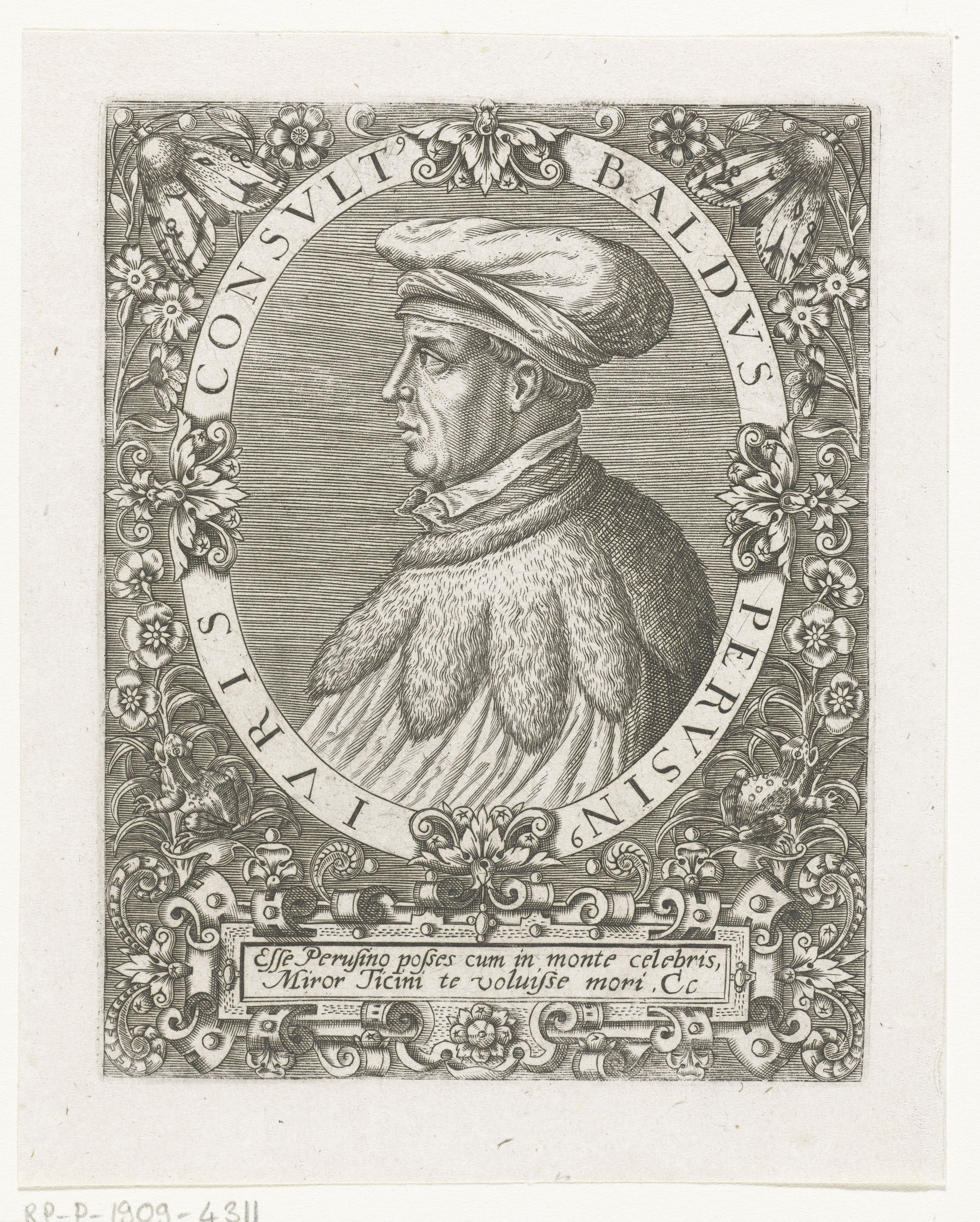

بالدوس دو اوبالدیس (ایتالیایی: Baldo degli Ubaldi؛ 1327 - 28 آوریل 1400) حقوقدان ایتالیایی و از چهره‌های برجسته حقوق روم قرون وسطی و مکتب شارحین بود.

## زندگی
بالدوس که یکی از اعضای خانواده اشرافی اوبالدی ها (بالدسکی) بود، در سال 1327 در پروجا به دنیا آمد و در آنجا زیر نظر بارتولوس دو ساکسوفراتو در رشته حقوق مدنی تحصیل کرد و در سن هفده سالگی در درجه دکتری حقوق مدنی پذیرفته شد. گفته می‌شود که فدریکوس پتروسیوس از سیه نا‍‍‍‍‍، استادی بوده است که تحت نظر او قانون کلیسایی خوانده است.

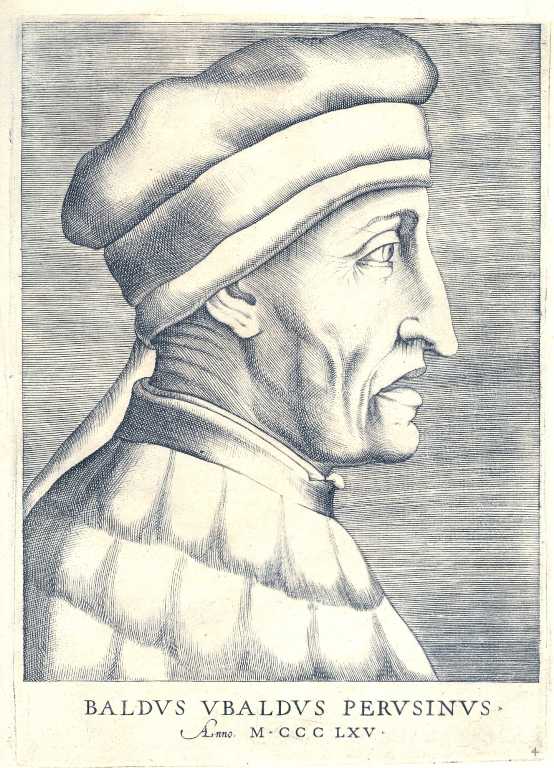

پس از ارتقاء درجه دکترا به بولونیا رفت و در آنجا به مدت سه سال به تدریس حقوق پرداخت و پس از آن به کرسی استادی در پروجا ارتقا یافت و سی و سه سال در آنجا ماند و فرانچسکو آلبرگوتی از شاگردان وی بود. او متعاقباً در پیزا، فلورانس، پادوآ و پاویا، که رقبای بولونیا بودند، حقوق تدریس کرد. در طول دوره خود در پاویا او گاهی اوقات در پیانچنتسا نیز تدریس می کرد. او در 28 آوریل 1400 در پاویا درگذشت  و در کلیسای سان فرانچسکو به خاک سپرده شد.
بالدوس استاد پیر روژه دو بوفور بود که تحت عنوان گرگوری یازدهم پاپ شد و جانشین بلافصل او، اوربان ششم، بالدوس را به رم فرا خواند تا در سال 1380 با مشورت هایش علیه کلمنت هفتم ضد پاپ به او کمک کند. دیدگاه بالدوس در مورد مسائل حقوقی مربوط به پرسش از انشقاق در اصطلاح لاتینش Questio de schismate آمده است. کاردینال فرانچسکو زابارلا و پائولوس کاسترنسیس نیز از شاگردان او بودند.

## فعالیت ها

یکی از کتاب های وی

بسیاری از آثار بالدوس ناقص است. او تفاسیر پر حجمی بر روی پاندکت ها و روی کدکس یوستینیانوس به جای گذاشت. تفسیر او بر لیبری فئودوروم، مجموعه ای از مقررات قانون فئودالی در قرن دوازدهم، یکی از بهترین آثار او محسوب می شود. او همچنین در مورد مجموعه قوانین کلیسایی دکرتال ها، کتاب اضاقی (Liber Extra) و کتاب ششم (Liber Sextus) اظهار نظر کرد. علاوه بر این تفاسیر، بالدوس رساله های متعددی در موضوعات تخصصی حقوقی نوشت. با این حال، تلاش عمده او برای نوشتن حدود 3000 کانسیلیا (نظرات حقوقی) انجام شد. هیچ وکیل دیگری در قرون وسطی تا به این حد مجموعه ای را حفظ نکرده است.

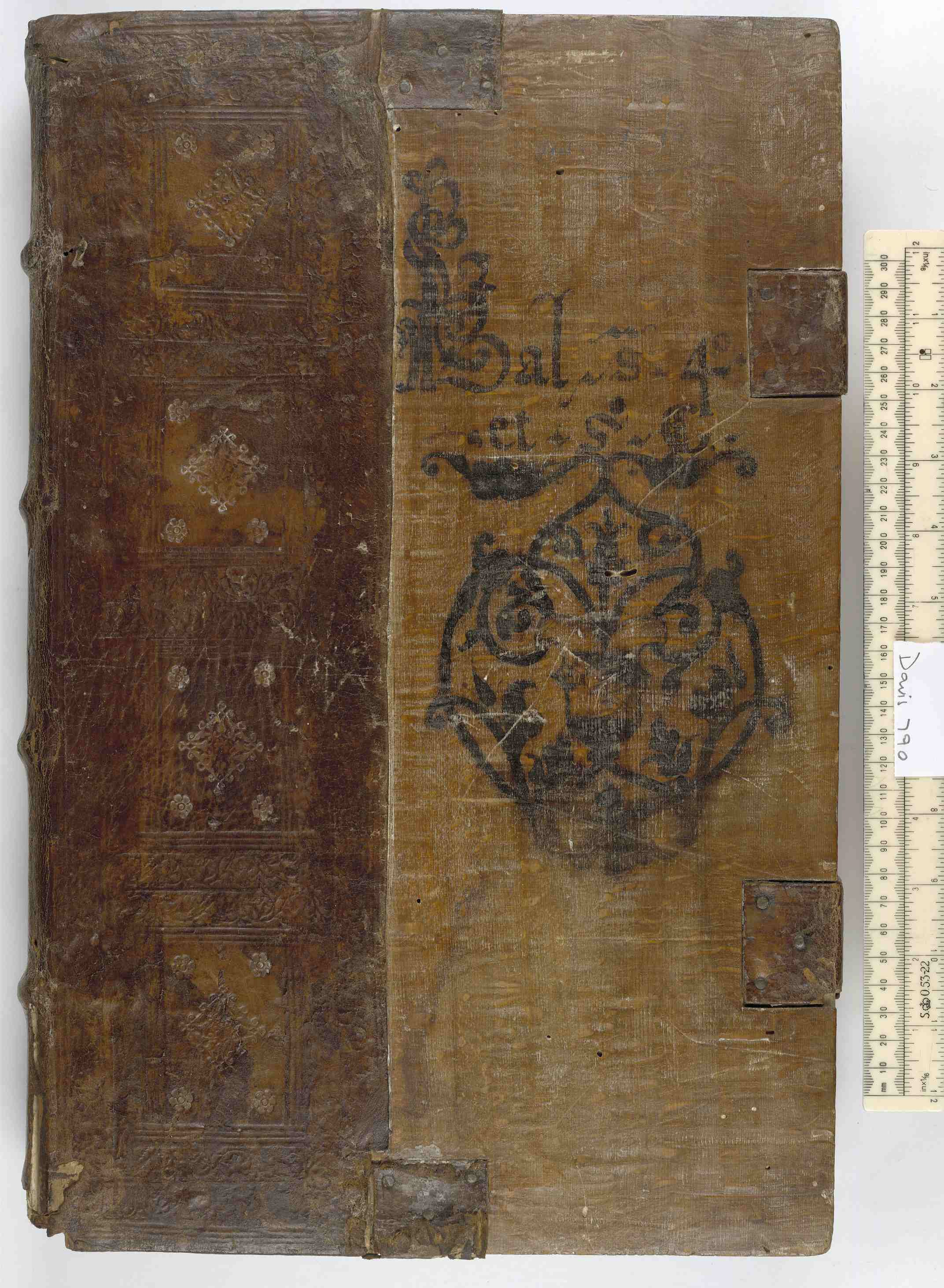
جلد کدکس چهارم و پنجم ژوستینیانوس که مورد توجه بالدوس بود.

کار بالدوس بر روی قانون شواهد و درجه‌بندی‌های اثبات، نقطه‌ی بالایی از تفکر قرون وسطایی در این رشته بود و برای قرن‌ها به عنوان درمان استاندارد این موضوع باقی ماند.
فقیه فلاویو تورتی (وفات در 1622) مشاهداتی بر کار او نوشت.

### نوشته ها
1. سندیکای رسمی
2. دو برادر
3. در مورد معنای کلمات
4. در مورد صلح کنستانس
5. از هزینه ها
6. نگاهی به رأس اعمال تاجر.
7. تفسیرهایی بر خلاصه قدیمی، 1549.
8. نصیحت یا پاسخ، 1575.
9. نظرات در مورد استفاده از هزینه ها[۱۰] (به لاتین). 1580

همه ی عناوین نام برده ترجمه شده از زبان لاتین هستند.

## خانواده

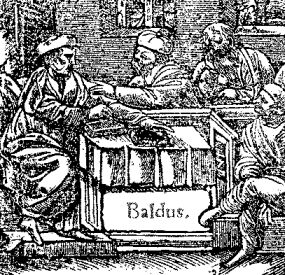

بالدوس دو برادر داشت، آنجلوس (1328-1400) و پتروس (1335-1400). احتمالاً به دلیل سردرگمی بین بالدوس و برادرش پتروس است که گاهی نام فقیه معروف را پتروس بالدوس د اوبالدیس می گذارند.

## جستار های وابسته
1. "ALBERGOTTI, Francesco in "Enciclopedia Italiana". www.treccani.it (in Italian)". Retrieved 2021-03-08.
2. Pennington, Kenneth (1997). "Baldus de Ubaldis". Rivista internazionale di diritto comune. 8: 35. Retrieved 30 June 2021.
3. "Lapide di Baldo degli Ubaldi". Pellegrini del Sapere. Retrieved 2 August 2022.
4. Franklin, James (2001). The Science of Conjecture: Evidence and Probability Before Pascal. Baltimore: Johns Hopkins University Press. pp. 30–33, 43–45. ISBN 0-8018-6569-7.
5. Chisholm, Hugh, ed. (1911). "Baldus de Ubaldis, Petrus" . Encyclopædia Britannica (11th ed.). Cambridge University Press.